# هلبه
هلبه (به عربی: الهلبة) یک روستا در سوریه است که در ناحیه مرکزی معره‌النعمان واقع شده‌است. هلبه ۱٬۳۸۱ نفر جمعیت دارد.